# Castillo Kikuchi
El castillo Kikuchi (鞠智城 Kikuchi-jō?) es una fortificación japonesa del siglo VII en Kikuchi (prefectura de Kumamoto). El gobierno de Yamato construyó el castillo, junto con otros tres fuertes en Kyūshū, para proteger al país de las invasiones procedentes de la península de Corea.

## Historia

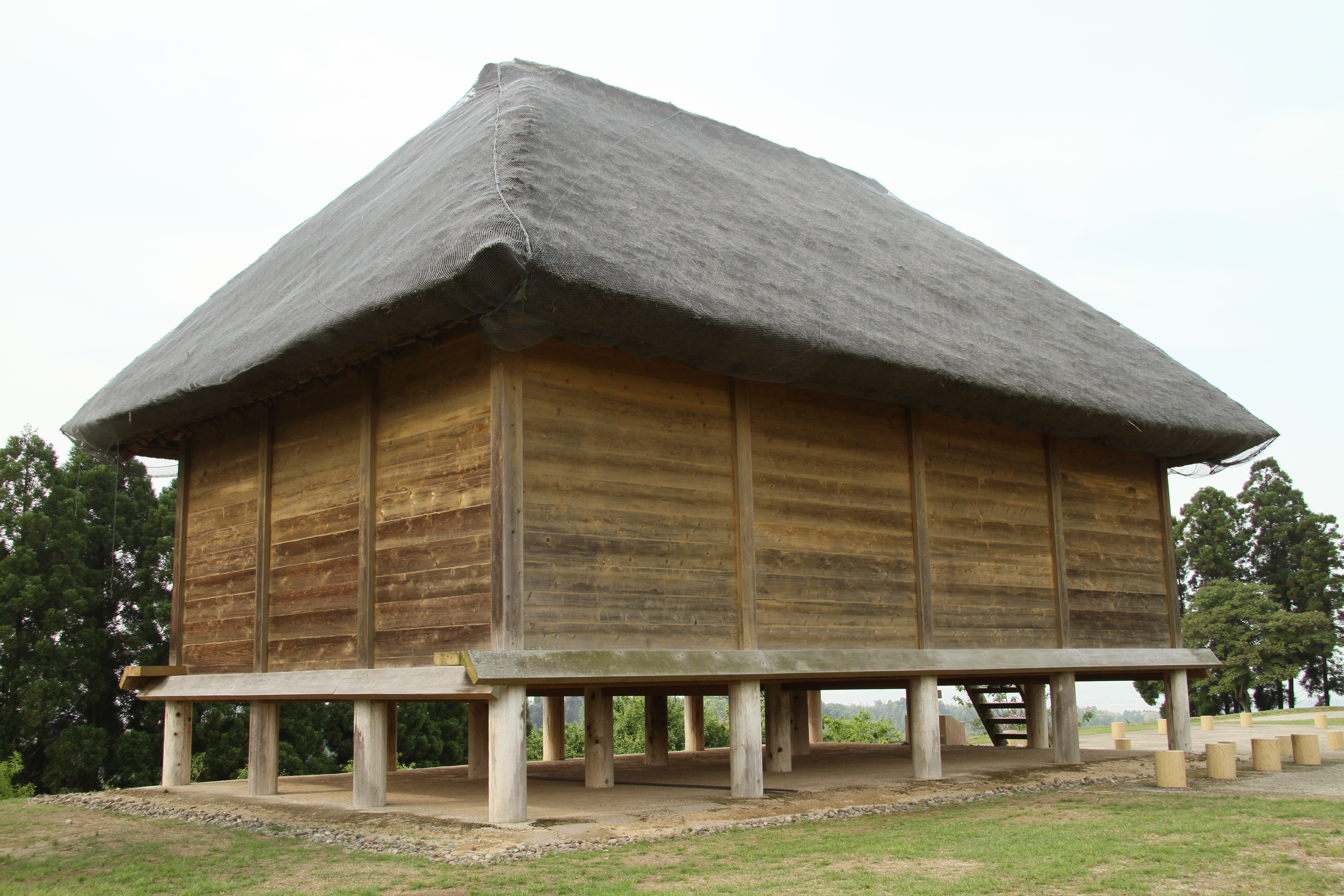
Recreación de un almacén del castillo.

La corte imperial de Yamato inició la construcción del castillo durante la segunda mitad del siglo VII, en un contexto bélico en el este de Asia. Después de una derrota contra la China Tang y el reino de Silla en la Batalla de Baekgang en Corea (año 663), la corte japonesa construyó una serie de fortalezas en el oeste del país en preparación para la invasión. El fuerte de Kikuchi era una instalación de apoyo, destinada a proporcionar armas y alimentos suplementarios para los castillos de Ono y Kii, que protegían al gobierno de Kyūshū instalado en Dazaifu. Tras la disminución de la amenaza continental, este tipo de fuertes cayeron en desuso. Varios textos históricos mencionan la fortificación, incluido el Shoku Nihongi, y fue nombrado Sitio Histórico Nacional el 27 de febrero de 2004.
Varias características del castillo dan indicios de que fue construido con ayuda del reino de Baekje, aliados de Japón de la península de Corea. De este modo, la torre octogonal del castillo es similar a restos hallados en Corea. Siguiendo este ejemplo, y a diferencia de los otros fuertes, no se utilizó piedra, sino que se crearon muros altos de tierra mediante un proceso de apisonamiento, originario del Asia continental. También se destaca el descubrimiento de una pequeña estatua de Buda de origen coreano en el embalse.

## Reconstrucción
El castillo contaba con un perímetro de 3,5 km y una superficie de 55 hectáreas. Las excavaciones llevadas a cabo en la prefectura de Kumamoto a partir de 1967 han descubierto restos arquitectónicos, con un total de 72 edificios, incluida una torre octogonal, un depósito de agua y terraplenes de tierra, además de arroz carbonizado que indica la presencia de almacenes de este cereal. En la actualidad se conservan reconstrucciones de 1994 de edificios originales, que abarcan la torre, un almacén de arroz y un cuartel. En los terrenos del castillo también se encuentran pilares de cemento que marcan los cimientos de los edificios.